# Júsuke Ómi
Júsuke Ómi (* 26. prosinec 1946) je bývalý japonský fotbalista.

## Klubová kariéra
Hrával za Hitachi.

## Reprezentační kariéra
Júsuke Ómi odehrál za japonský národní tým v roce 1970 celkem 5 reprezentačních utkání.

## Statistiky
| Japonsko | Japonsko | Japonsko |
| Roky     | Záp.     | Góly     |
| -------- | -------- | -------- |
| 1970     | 5        | 1        |
| Celkem   | 5        | 1        |